# Afrikanische Buschhörnchen
Die Afrikanischen Buschhörnchen (Paraxerus) sind eine Gattung afrikanischer Hörnchen, die in Baumsavannen und Trockenwäldern leben. Sie sind hauptsächlich tagaktiv und an Bäume gebunden, fehlen aber in den tropischen Regenwäldern, die von anderen Hörnchengattungen bewohnt werden. Ihre Nester liegen hoch in den Bäumen, zur Nahrungssuche kommen sie aber oft an den Boden. Hauptnahrung sind wie bei den meisten Hörnchen Samen, Nüsse und Früchte, nebenbei Insekten und Vogeleier; manche Arten graben auch Wurzeln aus dem Boden.

## Merkmale
Die Kopfrumpflänge beträgt je nach Art 10 bis 30 cm, hinzu kommen 12 bis 25 cm Schwanz. Die Färbung ist bei den Arten sehr unterschiedlich. Das Boehm-Hörnchen ähnelt mit seinen Längsstreifen einem Streifenhörnchen. Das Schwarzrote Buschhörnchen ist leuchtend rotbraun gefärbt und hat in der Mitte des Rückens einen schwarzen Fleck.

## Lebensweise
Anders als die meisten baumbewohnenden Hörnchen sind Buschhörnchen gesellige Tiere. Die Gruppen bestehen meistens aus einem ausgewachsenen Paar und seinen Jungen. Gelegentlich tun sich jedoch auch mehrere Familien zusammen. Die Mitglieder der Gruppe warnen sich gegenseitig durch schrille Pfiffe, wenn Raubtiere nahen. Die Anzahl der Jungen in einem Wurf beträgt ein bis drei.

## Systematik
Man unterscheidet elf Arten:
- Alexander-Buschhörnchen, Paraxerus alexandri (Thomas & Wroughton, 1907), DR Kongo, Uganda
- Böhm-Buschhörnchen, Paraxerus boehmi (Reichenow, 1886), Ost- und Zentralafrika
- Smith-Buschhörnchen, Paraxerus cepapi (Smith, 1836), südöstliches Afrika
- Cooper-Hörnchen, Paraxerus cooperi Hayman, 1950, Kamerun
- Gestreiftes Buschhörnchen, Paraxerus flavovittis (Peters, 1852), Kenia, Tansania, Mosambik
- Schwarzrotes Buschhörnchen, Paraxerus lucifer (Thomas, 1897), Tansania, Sambia, Malawi
- Ocker- oder Ockerfarbiges Buschhörnchen, Paraxerus ochraceus (Huet, 1880), Sudan, Kenia, Tansania
- Rotbauchiges Buschhörnchen, Paraxerus palliatus (Peters, 1852), Ostafrika
- Grünes Buschhörnchen, Paraxerus poensis (Smith, 1830), West- und Zentralafrika
- Lushoto-, Svynnerton- oder Usambara-Buschhörnchen, Paraxerus vexillarius (Kershaw, 1923), Tansania
- Vincent-Hörnchen, Paraxerus vincenti Hayman, 1950, Mosambik

In manchen anderen Konzepten wird die Gattung Paraxerus auf mehrere Gattungen aufgeteilt; dabei entstanden die Gattungen Aethosciurus, Tamiscus und Montisciurus. Forsyth Major hielt die Buschhörnchen noch für eine Untergattung der Afrikanischen Borstenhörnchen, mit denen sie nach heutigen Erkenntnissen aber nicht verwandt sind.

## Bedrohung und Schutz
Die meisten Arten sind häufige Nagetiere afrikanischer Savannen und Buschländer. Zwei Arten werden jedoch von der IUCN  als gefährdete Arten geführt. Das Vincent-Hörnchen ist sogar im Status stark bedroht. Man kennt dieses Hörnchen nur von den Hängen eines einzigen Berges, des Monte Namuli im Norden von Mosambik. Dieses Gebiet ist nicht geschützt, so dass das Vincent-Hörnchen in seinem winzigen Verbreitungsgebiet vom Aussterben akut bedroht ist. Das Svynnerton-Hörnchen hat ein etwas größeres, aber vergleichsweise ebenfalls kleines Verbreitungsgebiet in einigen Bergketten Zentral-Tansanias. Da es auf den schwindenden Primärwald als Habitat angewiesen ist, wird es im Status gefährdet geführt.